# Sauris mirabilis
Sauris mirabilis är en fjärilsart som beskrevs av George Francis Hampson 1895. Sauris mirabilis ingår i släktet Sauris och familjen mätare. Inga underarter finns listade.